# تامبيكو ماديرو
نادي تامبيكو ماديرو هو نادٍ لكرة القدم يلعب حاليًا في الدوري المكسيكي. يُعتبر النادي من أقدم الأندية في الدوري. تأسس النادي في 8 يوليو 1945 تحت اسم كلوب ديبورتيفو تامبيكو، وكان ناجحًا للغاية في بداياته، حيث فاز بلقب الدوري المكسيكي الأول والوحيد في بطولة 1952–53 بالإضافة إلى لقبين في كأس المكسيك في 1960 و1961. قضى النادي معظم السبعينيات في دوري الدرجة الثانيّة المكسيكي بعد هبوطه في أوائل الستينيات. في عام 1977، اشترى النادي اسم أتلتيكو بوتوسينو لنقله إلى تامبيكو حتى يتمكن النادي من العودة مرة أخرى إلى دوري الدرجة الأولى. لعب النادي في الثمانينيات من القرن الماضي في دوري الدرجة الأولى، لكنه هبط مرة أخرى في أوائل التسعينيات ولم يصل إلى الدرجة الأولى مرة أخرى.

## التاريخ
تأسَّس النادي في 8 يوليو 1945 تحت اسم نادي ديبورتيفو تامبيكو بعد فترة وجيزة من لعب النادي مباراة ترويجية ستحدد ما إذا كان قبول الأندية في مباراة الدرجة الأولى المكسيكية ضد ليون انتهت بفوز النادي بنتيجة 3-2. ويتكون الفريق الأول من قبل حارس مرمى ادواردو دلغادو، أومبرتو إسكاميلَّا، فلورنسيو كارانزا، ارنستو اوليفاريس، فيكتور كاردان، تيديلو أزوارا، فيدل مينينديز، كارلوس بيجو والأرجنتينيين خوان خوسيه سوسا، تيوديلندو مورين لقب بيب وارنستو كانديا، مع خوسيه كاسترو إل فييخو نوي، كان أول مدير في تاريخ النادي. تم تشكيل أول مجلس إدارة من قبل الرئيس كارلوس غونزاليس أفين ونائب الرئيس أليخاندرو لونا. كان ذلك في 8 أغسطس 1945 عندما انضم النادي رسميًا إلى مبنى الدوري المكسيكي المكسيكي في نفس العام الذي يقف فيه باركي إسبانا الآن. لعبت أول مباراة رسمية للنادي في بطولة 1945-1946 ضد أتلانتي حيث تكبد النادي أول خسارة له بنتيجة 10-3. فاز النادي بأول مباراة له في 30 سبتمبر من نفس العام ضد أطلس 3-2 أول أهداف سجلها إرنستو أوليفاريس. أنهى النادي في ذلك العام المركز 11 من أصل 16. لعب النادي بطولات متواضعة في السنوات التالية منتهيًا آخر مرة في بطولة 1948–49 والمرتبة التاسعة في بطولة 1949–50.

### الخمسينيات
بدأ النادي في الخمسينيات من القرن الماضي بنفس الطريقة التي كانوا يلعبون بها في الأربعينيات من القرن الماضي وحصل على المركزين التاسع والسادس من بطولة 1950-52. كان ذلك حتى بطولة 1952–53 عندما اجتمع الفريق وانتهوا من حصولهم على أول لقب دوري. لقد فاز بـ 14 انتصارًا و 6 تعادلات وخسارتين فقط ليصبح المجموع 34، وهو رقم قياسي في الدوري آنذاك. سيستمر النادي في الفوز بلقب بطل الأبطال (بالإسبانية: Campeón de Campeones)‏ بعد هزيمة بويبلا التي فازت بكأس المكسيك في ذلك العام بنتيجة 3-0. كانت القائمة من نادي بطولة 1952–53.
| المكسيك - Elpidio Padilla - بينيتو ايان - راؤول "طرزان" لانديروس - سلفادور "ميديكو" أيالا - خورخي دانيلو لوبيز - كارلوس سيبتين - بيبو تليز - روبرتو "تشانجو" زارات - رافائيل استرادا |  | أجنبي - إرنستو "بيب" كانديا - إنريكي كاريتيرو غارسيا - جريمالدو غونزاليس |

آخر إنجاز ملحوظ للنادي من 1954 إلى 1957 عندما احتل المركز الرابع في عام 1954، والسابع في عام 1955، والسادس في عام 1956، والعاشر في عام 1957. في عام 1958، أنهوا المركز الأخير وهبطوا إلى الدرجة الثانية. لعبوا لمدة عام واحد وعادوا إلى الدوري المكسيكي الممتاز.

### الستينيات والسبعينيات
بدأ النادي في الستينيات بثلاث بطولات سيئة متتالية في الدوري لكنه تمكن من الفوز بلقب كوبا المكسيك الوحيد في عام 1961 ضد تولوكا. ومع ذلك، هبط النادي في نهاية المطاف مرة أخرى في دورة 1962-63. لعب النادي في الدرجة الثانية في الستينيات بعد أن فشل في 1964-1965. البطولة بعد أن انتهت بالتعادل في المركز الأول مع جاباتوس دي نوفول ليون بعد أن لعب مباراة حاسمة أن النادي سيخوض مباراة الخسارة التي أقيمت في ليون جواناخواتو. لم تنتظر مدينة تامبيكو حتى يتم ترقية النادي، لذلك أسس نادي سيوداد ماديرو الذي سيمثل مدينة تامبيكو في الدرجة الأولى في الستينيات وأوائل السبعينيات حتى تم طي النادي في عام 1975 بعد هبوط النادي. استمر النادي في اللعب معظم فترة السبعينيات في دوري الدرجة الثانية حتى عام 1977 عندما اشترى النادي نادي سان لويس. تم بيع النادي الذي لعب في الدرجة الثانية إلى يونيفرسيداد دي جوادالاخارا وأصبح باتشيليرس فريق احتياطي. كان للنادي بطولة جيدة في عامه الأول، حيث وصل إلى نصف النهائي مرة أخرى بوماس الذي سيخسرونه في ذلك العام. في العام التالي، احتل النادي المركز الرابع عشر بشكل عام ولم يصل إلى التصفيات. في بطولة 1979-80، احتل النادي المركز السابع وتمكن من التأهل إلى مرحلة المجموعات الفاصلة حيث خسر مرة أخرى وهكذا جاءت نهاية السبعينيات..

### الثمانينيات
في بطولة 1980–81، احتل النادي المركز الخامس عشر في الدوري وفشل في التأهل إلى الدور الفاصل بعد أن خاض بطولة جيدة في العام السابق. في العام التالي في بطولة 1981–82، كان النادي عامًا سيئًا، وبالتالي هبط للمرة الثالثة بعد أن لعب الفريق في مباراة فاصلة في سلسلة الهبوط أمام أطلس. بواسطة تامبيكو وفاز أطلس بالمباراة الثالثة على أرض محايدة. بعد فترة وجيزة من هبوط النادي، قررت المدينة شراء امتياز آخر هذه المرة بشراء النادي المتعثر حتى يظل النادي في الدرجة الأولى. تم تشكيل هذا النادي من لاعبين من أتليتاس كامبيسينوس وبعضهم من النادي الذي هبط. في ذلك العام، كافح النادي مرة أخرى، حيث احتل المركز 14 في الدوري. في العام التالي سيحصل النادي على المركز التاسع. في عام 1985 بسبب كأس العالم 1986 الذي أقيم في المكسيك، تم تقسيم البطولة إلى بطولتين قصيرتين هما برود 85 ومكسيكو 86. في برود 85، أنهى النادي المركز الأول في المجموعة 1 والتأهل إلى سلسلة المباريات الفاصلة. في ربع النهائي هزم النادي كروز أزول 4-2. في نصف النهائي هزم النادي بويبلا 5-4. في النهائيات صعد النادي ضد كلوب أمريكا، وتمكن من هزيمة أمريكا 4-1 في المباراة الأولى ولكن بعد 4-1 في الثانية. في المكسيك 86، وصل النادي مرة أخرى إلى النهائيات هذه المرة بعد فوزه على أتليتيكو موريليا في ربع النهائي، كلوب أمريكا في نصف النهائي. سيواجه النادي مونتيري في النهائيات ليفوز بالمباراة الأولى 2-1 لكن مرة أخرى خسر المباراة الثانية 2-0 وحصل على المركز الثاني مرة أخرى. سيتأهل النادي إلى المباراة الفاصلة مرة أخرى في بطولة 1988-89. هذه المرة، أقيمت جولة فاصلة قصيرة في البطولة مع أندية كروز أزول وبوماس دي لا أونام وأتلانتي، وكان النادي سينتهي بنقطة واحدة خلف كروز أزول الذي سينتقل إلى النهائي ضد كلوب أمريكا. في العام التالي، احتل النادي المركز التاسع عشر بشكل عام وكان الأسوأ أن يأتي عندما تم شراء النادي من قبل أتليتاس كامبيسينوس وانتقل إلى كويريتارو وهكذا انتهى الثمانينيات.

## إحصائيات

### دوري الدرجة الأولى المكسيكي 1945-1963
هذه هي الإحصائيات من 1945–63: باستثناء بطولة 1958–1959 التي لعبها النادي في دوري الدرجة الثانيّة المكسيكي.
| السنة   | المركز | عدد المباريات | عدد الانتصارات | عدد التعادلات | عدد الهزائم | له | عليه | عدد النقاط |
| ------- | ------ | ------------- | -------------- | ------------- | ----------- | -- | ---- | ---------- |
| 1945–46 | 13     | 30            | 9              | 3             | 18          | 61 | 97   | 21         |
| 1946–47 | 6      | 28            | 12             | 8             | 8           | 51 | 42   | 32         |
| 1947–48 | 7      | 28            | 11             | 5             | 12          | 62 | 64   | 27         |
| 1948–49 | 13     | 28            | 7              | 8             | 13          | 34 | 45   | 22         |
| 1949–50 | 10     | 26            | 8              | 8             | 10          | 43 | 47   | 24         |
| 1950–51 | 9      | 22            | 1              | 12            | 10          | 34 | 38   | 19         |
| 1951–52 | 6      | 22            | 9              | 5             | 8           | 43 | 37   | 23         |
| 1952–53 | 1      | 22            | 14             | 6             | 2           | 45 | 28   | 34         |
| 1953–54 | 4      | 22            | 9              | 5             | 8           | 49 | 45   | 23         |
| 1954–55 | 6      | 22            | 8              | 7             | 7           | 28 | 35   | 23         |
| 1955–56 | 4      | 26            | 12             | 7             | 7           | 39 | 32   | 31         |
| 1956–57 | 10     | 22            | 7              | 6             | 11          | 27 | 46   | 20         |
| 1957–58 | 12     | 22            | 5              | 7             | 14          | 22 | 39   | 17         |
| 1959–60 | 7      | 26            | 8              | 9             | 9           | 52 | 55   | 25         |
| 1960–61 | 6      | 26            | 10             | 6             | 10          | 44 | 43   | 26         |
| 1961–62 | 8      | 26            | 7              | 9             | 10          | 37 | 41   | 23         |
| 1962–63 | 14     | 26            | 5              | 7             | 14          | 39 | 50   | 17         |

بعد موسم 1962-63، هبط تامبيكو للمرة الثانية ولن يعود إلى الدرجة الأولى حتى أواخر السبعينيات.
| الموسم  | الترتيب | عدد المباريات | الفوز | Tied | الخسارة | له | عليه | Points | المركز       |
| ------- | ------- | ------------- | ----- | ---- | ------- | -- | ---- | ------ | ------------ |
| 1977–78 | G1.2    | 38            | 11    | 12   | 14      | 53 | 55   | 35     | نصف النهائي  |
| 1978–79 | G2.3    | 38            | 11    | 13   | 14      | 59 | 65   | 65     | لم يتأهل     |
| 1979–80 | G2.2    | 38            | 15    | 11   | 12      | 61 | 54   | 33     | ربع النهائي  |
| 1980–81 | G4.4    | 38            | 11    | 12   | 15      | 57 | 60   | 34     | لم يتأهل     |
| 1981–82 | G3.5    | 38            | 8     | 20   | 45      | 45 | 72   | 26     | إقصاء        |
| 1982–83 | G2.5    | 38            | 12    | 9    | 17      | 49 | 61   | 33     | لم يتأهل     |
| 1983–84 | G3.3    | 38            | 16    | 9    | 13      | 64 | 61   | 41     | لم يتأهل     |
| 1984–85 | G2.3    | 38            | 17    | 8    | 13      | 65 | 58   | 42     | لم يتأهل     |
| 85      | G1.1    | 8             | 5     | 0    | 3       | 21 | 12   | 10     | بلوغ النهائي |
| 86      | G2.2    | 18            | 11    | 2    | 5       | 45 | 25   | 24     | بلوغ النهائي |
| 1986–87 | G2.3    | 40            | 16    | 9    | 15      | 60 | 59   | 41     | لم يتأهل     |
| 1987–88 | G1.4    | 38            | 7     | 18   | 13      | 50 | 62   | 38     | لم يتأهل     |
| 1988–89 | G3.1    | 38            | 20    | 7    | 11      | 87 | 56   | 53     | ربع النهائي  |
| 1989–90 | G3.5    | 38            | 9     | 11   | 18      | 29 | 48   | 29     | لم يتأهل     |

بعد هذا الموسم، اشترى كويرتيرو تامبيكو - ماديرو. أيضا بعد هذا الموسم الفريق صاحب أسوأ نسبة نقطة في المواسم الثلاثة الماضية سوف يهبط.

## القميص
القمصان الأولى التي لعب بها الفريق
| 1945 (داخل الديار) | 1960 (داخل الديار) | 1978 (داخل الديار) | 1985 (خارج الديار) | 1986 (داخل الديار) | 1989 (داخل الديار) | Clausura 2015 (داخل الديار) | Clausura 2015 (خارج الديار) |

القمصان اللاحقة التي ظهر بها النادي
| Apertura 2015 (داخل الديار) | Apertura 2015 (خارج الديار) | 2016–17 (داخل الديار) | 2016–17 (خارج الديار) | 2017–18 (داخل الديار) | 2017–18 (خارج الديار) |

## الملعب
يلعب نادي تامبيكو ماديرو إف سي مبارياته على أرضه في ملعب تاماوليباس (بالإسبانية: Estadio Tamaulipas)‏ في تامبيكو وسيوداد ماديرو، ولاية تاماوليباس. سعة الملعب 19369 متفرج. مملوكة لشركة إس تي بي آر إم، وسطحها مغطى بالعشب الطبيعي. تم افتتاح الملعب عام 1966.

## إدارة النادي
| الوظيفة               | طاقم العمل         |
| --------------------- | ------------------ |
| مدير                  | جيراردو اسبينوزا   |
| مساعد مدير            | خوان مانويل جارسيا |
| مدرب حارس المرمى      | ماريو رودريغيز     |
| مدربي اللياقة البدنية | جوليو موراليس      |
| مدربي اللياقة البدنية | غييرمو هيرنانديز   |
| اخصائي العلاج الطبيعي | عمر فيدال          |
| طبيب الفريق           | إدواردو كاريو      |

## اللاعبون

### الفريق الحالي
آخر تحديث 27 July 2021.
آخر تحديث 27 July 2021.
ملاحظة: تشير الأعلام إلى المنتخب الوطني على النحو المحدد في قواعد الأهلية للفيفا. قد يحمل اللاعبون أكثر من جنسية واحدة غير تابعة للفيفا.
| الرقم | البلد            | المركز | اللاعب                                                         |
| ----- | ---------------- | ------ | -------------------------------------------------------------- |
| 1     | الولايات المتحدة | حارس   | هيكتور هولجين (إعارة نحو نادي سانتوس لاجونا)                   |
| 2     | المكسيك          | مدافع  | سيزار بيرنال                                                   |
| 3     | المكسيك          | مدافع  | أوسكار مانزاناريز                                              |
| 4     | المكسيك          | مدافع  | لويس فلوريس (إعارة نحو أطلس فلوريس)                            |
| 5     | المكسيك          | وسط    | جيرمان إجادي (إعارة نحو نادي سانتوس لاجونا)                    |
| 6     | المكسيك          | وسط    | ألدو لوبيز (إعارة نحو نادي أطلس إف سي)                         |
| 7     | المكسيك          | وسط    | جويل بيريز (إعارة نحو نادي أطلس إف سي)                         |
| 8     | المكسيك          | وسط    | ماركو رويز (إعارة نحو نادي أطلس إف سي)                         |
| 9     | المكسيك          | مهاجم  | إدواردو بيريز رييس                                             |
| 10    | المكسيك          | مهاجم  | جيوفاني هيرنانديز                                              |
| 11    | المكسيك          | وسط    | دييجو هيرنانديز (إعارة نحو نادي غواداخلارا)                    |
| 12    | المكسيك          | مهاجم  | Diego Medina (إعارة نحو نادي سانتوس لاجونا)                    |
| 13    | المكسيك          | مدافع  | Carlos Robles (Mexican footballer) (إعارة نحو نادي Atlas F.C.) |

| الرقم | البلد     | المركز | اللاعب                                        |
| ----- | --------- | ------ | --------------------------------------------- |
| 14    | المكسيك   | وسط    | Nahúm Gómez                                   |
| 15    | المكسيك   | مدافع  | Gabriel Vera                                  |
| 16    | المكسيك   | مدافع  | José Hernández (إعارة نحو نادي Santos Laguna) |
| 18    | المكسيك   | حارس   | Marco Millán                                  |
| 19    | المكسيك   | مدافع  | Edson García (إعارة نحو نادي Atlas F.C.)      |
| 21    | المكسيك   | مهاجم  | Luis Loroña                                   |
| 22    | المكسيك   | وسط    | Edson Martínez (إعارة نحو نادي Santos Laguna) |
| 23    | المكسيك   | وسط    | Jared Simental (إعارة نحو نادي Santos Laguna) |
| 25    | الإكوادور | مهاجم  | Santiago Micolta                              |
| 26    | المكسيك   | حارس   | Mario Rodríguez                               |
| 30    | المكسيك   | مدافع  | Santiago Ramos (إعارة نحو نادي Santos Laguna) |
| 31    | المكسيك   | مهاجم  | Fabián Salas                                  |
| 33    | المكسيك   | حارس   | Kefrén Avilés (إعارة نحو نادي Atlas F.C.)     |

## الألقاب
- دوري الدرجة الأولى المكسيكي: 1 (1952–53) والوصيف (2): 85، 86

- كوبا المكسيك: 1 (1960 - 61) والوصيف (2): 1959–60، 1961–62

- بطل الأبطال: 1 (1953)

- دوري الدرجة الثانية المكسيكي: 2 (1958-59، 1993-1994) والوصيف (1): 2010

- دوري التوسع المكيسيكي (1): غارديانز عام 2020

## لاعبون بارزون
- بابلو بوكو
- إستيبان ألبرتو غونزاليس
- ليوبولدو لوكي
- ماركو ساندي
- ديفيد ألفاريز أغوديلو
- خورخي كونتريرز
- كيفن هاربوتل
- ماوريسيو سيينفويغوس
- ماريو أسيفيدو
- خواكين ديل أولمو
- أليكس دومينغيز
- بينجامين غاليندو
- إيزيكيل جاليفا
- هكتور هيريرا
- ميغيل أنخيل هيريرا
- سيرجيو ليرا
- هوغو بينيدا
- أليخاندرو راميريز
- لويس ريكاردو رييس
- إغناثيو توريس
- فيكتور رينيه مندييتا
- خوان خوسيه مونيانتي
- كيرت أونالفو
- وليام ياربروغ
- روميو كوربو
- بوسكو فرونتان
- كارلوس ريفيرا فلوريس
- مارك كروساس
- خافيير اوازكو
- جونيور لاكايو
- ماينور إسكوا
- وليام ياربروغ
- جايير بيريرا

## مدربون بارزون
- كارلوس رينوسو
- خوسيه لويس سالديفار
- فرانسيسكو فرنانديز
- كارلوس ميلوك
- سيرجيو عمر ألميرون